# Moreno De Pauw
Moreno De Pauw (Sint-Niklaas, 12 de agosto de 1991) é um desportista belga que competiu em ciclismo na modalidade de pista, especialista nas provas de pontuação e madison; ainda que também disputou carreiras de estrada, pertencendo à equipa Sport Vlaanderen-Baloise desde 2014 até 2019.
Ganhou uma medalha de bronze no Campeonato Mundial de Ciclismo em Pista de 2017 e uma medalha de bronze no Campeonato Europeu de Ciclismo em Pista de 2016.
Em outubro de 2019 anunciou a sua retirada como ciclista profissional depois do Inverno.

## Medalheiro internacional
| Campeonato Mundial | Campeonato Mundial      | Campeonato Mundial | Campeonato Mundial |
| Ano                | Lugar                   | Medalha            | Competição         |
| ------------------ | ----------------------- | ------------------ | ------------------ |
| 2017               | Hong Kong ( China)      | Medalha de bronze  | Madison            |
| Campeonato Europeu |                         |                    |                    |
| Ano                | Lugar                   | Medalha            | Competição         |
| 2016               | Saint-Quentin ( França) | Medalha de bronze  | Madison            |

## Palmarés

### Rota
2013
- 1 etapa do An Post Rás

### Pista
2014-2015
- Campeonato da Bélgica Omnium
- Campeonato da Bélgica Scratch
- Campeonato da Bélgica Quilómetro Contrarrelógio
- Seis dias de Londres

2015-2016
- 3º no Campeonato Europeu em Madison  (com Kenny De Ketele)
- Campeonato da Bélgica em Madison (com Nicky Cocquyt)
- Campeonato da Bélgica Omnium
- Campeonato da Bélgica Scratch
- Campeonato da Bélgica Quilómetro Contrarrelógio
- Seis dias de Berlim
- Seis dias de Londres
- Seis dias de Amsterdão

2016-2017
- 3º Campeonato do Mundo em Madison  (com Kenny De Ketele)
- Campeonato da Bélgica em Madison (com Kenny De Ketele)
- Campeonato da Bélgica Omnium
- Campeonato da Bélgica Scratch
- Seis dias de Gante
- Seis dias de Maiorca

2017-2018
- Seis dias de Roterdão
- Seis dias de Gante
- Copa do Mundo de Milton (Canadá) em Madison (com Kenny De Ketele)
- Campeonato da Bélgica em Madison (com Kenny De Ketele)
- Campeonato da Bélgica Scratch

2018-2019
- Campeonato da Bélgica em Madison (com Robbe Ghys)

2019-2020
- Campeonato da Bélgica em Madison (com Lindsay De Vylder)